# قائمة الجامعات في اليمن
هذه قائمة بالجامعات الحكومية والخاصة في اليمن.

## الجامعات الحكومية
| اسم الجامعة                              | مقر الرئاسة | سنة التأسيس | الموقع الإلكتروني |
| ---------------------------------------- | ----------- | ----------- | ----------------- |
| جامعة صنعاء                              | صنعاء       | 1970        | جامعة صنعاء       |
| جامعة عدن                                | عدن         | 1970        | جامعة عدن         |
| جامعة حضرموت                             | المكلا      | 1993        | جامعة حضرموت      |
| جامعة تعز                                | تعز         | 1993        | جامعة تعز         |
| جامعة الحديدة                            | الحديدة     | 1996        | جامعة الحديدة     |
| جامعة ذمار                               | ذمار        | 1996        | جامعة ذمار        |
| جامعة إب                                 | إب          | 1996        | جامعة إب          |
| جامعة عمران                              | عمران       | 2005        | جامعة عمران       |
| جامعة البيضاء                            | البيضاء     | 2008        | جامعة البيضاء     |
| جامعة حجة                                | حجة         | 2008        | جامعة حجة         |
| جامعة صعدة                               | صعدة        | 2010        | جامعة صعدة        |
| جامعة 21 سبتمبر للعلوم الطبية والتطبيقية | صنعاء       | 2016        | جامعة 21 سبتمبر   |
| جامعة إقليم سبأ                          | مأرب        | 2016        | جامعة إقليم سبأ   |
| جامعة سيئون                              | سيئون       | 2017        | جامعة سيئون       |
| جامعة أبين                               | زنجبار      | 2018        | جامعة أبين        |
| جامعة جبلة للعلوم الطبية والصحية         | جبلة        | 2019        | جامعة جبلة        |
| جامعة شبوة                               | عتق         | 2021        | جامعة شبوة        |
| جامعة لحج                                | الحوطة      | 2021        | جامعة لحج         |
| جامعة المهرة                             | الغيظة      | 2022        | جامعة المهرة      |

## الجامعات والكليات الخاصة
| اسم الجامعة                                  | مقر الرئاسة | سنة التأسيس | الموقع الإلكتروني                                            |
| -------------------------------------------- | ----------- | ----------- | ------------------------------------------------------------ |
| جامعة العلوم والتكنولوجيا                    | صنعاء       | 1994        | جامعة العلوم والتكنولوجيا                                    |
| جامعة القرآن الكريم والعلوم الإسلامية        | سيئون       | 1994        | جامعة القرآن الكريم والعلوم الإسلامية                        |
| الجامعة اللبنانية الدولية                    | صنعاء       | 2007        | الجامعة اللبنانية الدولية                                    |
| الجامعة الوطنية                              | تعز         | 1994        | الجامعة الوطنية                                              |
| جامعة العلوم الحديثة                         | صنعاء       | 2004        | جامعة العلوم الحديثة                                         |
| الجامعة الإماراتية الدولية (اليمن)           | صنعاء       | 2014        | الجامعة الإماراتية الدولية                                   |
| الجامعة اليمنية                              | صنعاء       | 1995        | الجامعة اليمنية                                              |
| جامعة القرآن الكريم والعلوم الأكاديمية       | صنعاء       | 1994        | جامعة القرآن الكريم والعلوم الأكاديمية                       |
| جامعة الأحقاف                                | المكلا      | 1995        | جامعة الأحقاف                                                |
| جامعة سبأ                                    | صنعاء       | 1994        | جامعة سبأ                                                    |
| جامعة دار السلام الدولية للعلوم والتكنولوجيا | صنعاء       | 2009        | جامعة دار السلام الدولية للعلوم والتكنولوجيا                 |
| جامعة آزال للعلوم والتكنولوجيا               | صنعاء       | 2007        |                                                              |
| جامعة الحكمة                                 | ذمار        | 2008        | جامعة الحكمة                                                 |
| جامعة آزال للتنمية البشرية                   | صنعاء       | 2008        | جامعة آزال للتنمية البشرية                                   |
| الجامعة العربية للعلوم والتقنية              | صنعاء       | 2008        | الجامعة العربية للعلوم والتقنية                              |
| جامعة الرازي                                 | صنعاء       | 2009        | جامعة الرازي                                                 |
| جامعة الأندلس للعلوم والتقنية                | صنعاء       | 2003        | جامعة الأندلس للعلوم والتقنية                                |
| الجامعة اليمنية الأردنية                     | صنعاء       | 2008        | الجامعة اليمنية الأردنية                                     |
| جامعة الملكة أروى                            | صنعاء       | 1996        | جامعة الملكة أروى                                            |
| جامعة الناصر                                 | صنعاء       | 2007        | جامعة الناصر                                                 |
| جامعة تونتك الدولية للتكنولوجيا              | صنعاء       | 2008        | جامعة تونتك الدولية للتكنولوجيا                              |
| جامعة اليمن والخليج للعلوم والتكنولوجيا      | صنعاء       | 2014        | جامعة اليمن والخليج للعلوم والتكنولوجيا                      |
| جامعة اليمن                                  | صنعاء       | 2008        | جامعة اليمن                                                  |
| جامعة السعيدة                                | ذمار        | 2010        | جامعة السعيدة                                                |
| جامعة القلم للعلوم الإنسانية والتطبيقية      | إب          | 2010        | جامعة القلم للعلوم الإنسانية والتطبيقية                      |
| جامعة الامام الشافعي                         | المكلا      | 2020        | جامعة الامام الشافعي                                         |
| جامعة المستقبل                               | صنعاء       | 2004        | جامعة المستقبل                                               |
| جامعة الحضارة                                | عدن         | 2012        | جامعة الحضارة                                                |
| جامعة الجزيرة                                | إب          | 2009        | جامعة الجزيرة                                                |
| جامعة اقرأ للعلوم والتكنولوجيا               | صنعاء       | 2016        | جامعة اقرأ للعلوم والتكنولوجيا                               |
| جامعة الاتحاد للعلوم والتكنولوجيا            | صنعاء       | 2017        | جامعة الاتحاد للعلوم والتكنولوجيا                            |
| جامعة المعرفة والعلوم الحديثة                | صنعاء       | 2016        | جامعة المعرفة والعلوم الحديثة                                |
| الجامعة الماليزية الدولية                    | إب          |             | الجامعة الماليزية الدولية                                    |
| جامعة النخبة الدولية للعلوم والتكنولوجيا     | صنعاء       | 2019        | جامعة النخبة الدولية للعلوم والتكنولوجيا                     |
| جامعة الوحدة للعلوم والتكنولوجيا             | صنعاء       |             | جامعة الوحدة للعلوم والتكنولوجيا                             |
| الكلية النوعية للعلوم الأكاديمية             | دمت         |             | الكلية النوعية للعلوم الأكاديمية                             |
| جامعة الأكاديميين العرب للعلوم والتكنولوجيا  | صنعاء       | 2020        | جامعة الأكاديميين العرب للعلوم والتكنولوجيا                  |
| جامعة جينيس للعلوم والتكنولوجيا              | ذمار        | 2020        | جامعة جينيس للعلوم والتكنولوجيا                              |
| جامعة ابن النفيس للعلوم الطبية               | صنعاء       |             | جامعة ابن النفيس للعلوم الطبية                               |
| الأكاديمية اليمنية للدراسات العليا           | صنعاء       | 2013        | الأكاديمية اليمنية للدراسات العليا                           |
| جامعة الرشيد الذكية                          | صنعاء       | 2021        | جامعة الرشيد الذكية                                          |
| كلية أيلول الجامعية                          | صنعاء       | 2020        | كلية أيلول الجامعية                                          |
| جامعة الإيمان                                | صنعاء       | 1993        | جامعة الإيمان نسخة محفوظة 6 مارس 2013 على موقع واي باك مشين. |
| جامعة الريان                                 | المكلا      | 2009        | جامعة الريان                                                 |
| جامعة السعيد                                 | تعز         | 2004        | جامعة السعيد                                                 |
| الجامعة البريطانية                           | صنعاء       |             | الجامعة البريطانية                                           |
| جامعة ابن خلدون                              | عدن         |             | جامعة ابن خلدون                                              |
| جامعة العادل                                 | عدن         |             | جامعة العادل                                                 |
| جامعة العرب                                  | المكلا      | 2018        | جامعة العرب                                                  |
| جامعة القران الكريم والعلوم الإسلامية        | المكلا      | 1994        | جامعة القران الكريم                                          |
| كلية 22 مايو للعلوم الطبية والتطبيقية        | تعز         | 2009        | كلية 22 مايو للعلوم الطبية والتطبيقية                        |
| جامعة العطاء للعلوم والتكنولوجيا             | تعز         | 2018        | جامعة العطاء للعلوم والتكنولوجيا                             |
| جامعة الجند للعلوم والتكنولوجيا              | تعز         | 2018        | جامعة الجند للعلوم والتكنولوجيا                              |
| جامعة الرواد                                 | تعز         |             | جامعة الرواد                                                 |
| جامعة الجيل الجديد                           | صنعاء       | 2022        | جامعة الجيل الجديد                                           |